# Adolf Essler
Adolf Isidor Eduard Essler (8. srpna 1885 Brno – 1957 Rakousko) byl český podnikatel v textilním průmyslu, který se významnou měrou podílel na funkcionalistickém věhlasu města Brna.

## Podnikání před válkou
V roce 1915 převzal podnikání po svém otci, Ernstu Esslerovi. Ten vybudoval v blízkých Obřanech textilku na náhonu řeky Svitavy. Součástí byla i malá elektrárna, která se starala o zásobování elektrickou energií pro textilní továrnu a také samotných Obřan.

## Události za války a po válce
Celá Esslerova rodina byla židovského původu a proto byla pronásledována, zejména za vlády nacistů. Adolf Essler byl za druhé světové války vězněn v koncentračním táboře, přesto byli Esslerovi po válce označeni za kolaboranty s fašistickým režimem a jejich majetek kompletně znárodněn. Rodina odešla v roce 1949 do Rakouska, kde Adolf Essler v roce 1957 zemřel.
O dokonalé funkčnosti veškerého zařízení továrny svědčí i to, že do roku 1992 (některé zdroje mylně uvádějí 1922), zde byla výroba v plném proudu.